# Химерих
Химерих (њем. Hümmerich) општина је у њемачкој савезној држави Рајна-Палатинат. Једно је од 62 општинска средишта округа Нојвид. Према процјени из 2010. у општини је живјело 788 становника. Посједује регионалну шифру (AGS) 7138030.

## Географски и демографски подаци
Химерих се налази у савезној држави Рајна-Палатинат у округу Нојвид. Општина се налази на надморској висини од 330 метара. Површина општине износи 4,3 km². У самом мјесту је, према процјени из 2010. године, живјело 788 становника. Просјечна густина становништва износи 185 становника/km².